# Żuki (gmina Zabłudów)
Żuki – wieś w Polsce położona w województwie podlaskim, w powiecie białostockim, w gminie Zabłudów.
W 1921 roku wieś Żuki liczyła 26 domów i 136 mieszkańców, w tym 106 prawosławnych i 30 katolików.
W latach 1975–1998 miejscowość należała administracyjnie do województwa białostockiego.
Prawosławni mieszkańcy wsi należą do parafii Zaśnięcia Najświętszej Marii Panny w Zabłudowie, a wierni kościoła rzymskokatolickiego do parafii św. Apostołów Piotra i Pawła w Zabłudowie.